# Франвиле
Франвиле (фр. Franvillers) насеље је и општина у североисточној Француској у региону Пикардија, у департману Сома која припада префектури Амјен.
По подацима из 2011. године у општини је живело 525 становника, а густина насељености је износила 110,06 становника/km². Општина се простире на површини од 4,77 km². Налази се на средњој надморској висини од 106 метара (максималној 121 m, а минималној 87 m).

## Демографија
| 1962. | 1968. | 1975. | 1982. | 1990. | 1999. | 2011. |
| ----- | ----- | ----- | ----- | ----- | ----- | ----- |
| 404   | 426   | 427   | 481   | 519   | 493   | 525   |

График промене броја становника у току последњих година